# Maria del Carme Famadas i Soler
Maria del Carme Famadas i Soler   (Argentona, 11 d'abril de 1944 - Argentona, 25 de juliol de 2024) va ser una jugadora de basquetbol catalana, considerada una de les primeres estrelles del bàsquet femení català.
Va començar a jugar als deu anys al Col·legi Immaculada Concepció d'Argentona (CIC), motivada per la germana Plàcida, impulsora del basquetbol a l'entitat. Amb el CIC, va guanyar la Copa d'Espanya en dues ocasions (1957, 1958) i tres Campionats de Catalunya (1960, 1961, 1965). També es va proclamar campiona d'Europa júnior el 1959 a Lovaina i el 1961 a Estrasburg, i subcampiona el 1960 a Sant Sebastià. La creació de Lliga espanyola de bàsquet femenina la temporada 1964-65 va provocar una reestructuració de les competicions estatals i comportà que el CIC disputés la lliga a la segona divisió. Tanmateix, aquella mateixa temporada l'equip va aconseguir l'ascens a primera divisió, però no el va poder fer efectiu per l'alta despesa econòmica de la competició. Per aquest motiu, s'incorporà amb el Club Deportiu Mataró amb el qual va jugar durant dotze temporades. Va guanyar tres títols de Lliga de forma consecutiva (1972, 1973, 1974) i també va ser escollida com a millor jugadora de basquetbol per la Federació Espanyola de Basquetbol en tres ocasions consecutives (1971, 1972, 1973). Tot i el seu èxit i reconeixement esportiu, va reivindicar el paper de la dona al basquetbol a causa de la manca de suport professional i institucional. Al final de la seva carrera esportiva, va jugar al Club Bàsquet Vilassar de Mar (1977-78) i a l'Argentona (1978-81). Amb la selecció espanyola de basquetbol va ser internacional en vint-i-tres ocasions entre 1969 i 1974, destacant la seva participació al Campionat Europeu d'Itàlia de 1974.
Entre altres reconeixements, l'any 2000 va ser distingida com a Històrica del Bàsquet Català per la Fundació de Bàsquet Català El 2023 l'Ajuntament d'Argentona va concedir la Medalla d'Honor de l'Ajuntament d'Argentona a les jugadores del CIC. Justament l'endemà del dia de la seva mort, se li havia organitzat un homenatge al Centre Parroquial d'Argentona, amb motiu del 110è aniversari de l'entitat.

## Palmarès
- 3 Lligues espanyoles de bàsquet femenina (1971-72, 1972-73, 1973-74)
- 3 Campionats de Catalunya de bàsquet femení (1960, 1961, 1965)